# K’naan
K’naan, właśc. Kanaan Warsame (ur. 1 lutego 1978 w Mogadiszu) – kanadyjsko-somalijski piosenkarz, raper, muzyk i poeta.

## Życiorys

### Dzieciństwo i edukacja
Kanaan Warsame urodził się 1 lutego 1978 w Mogadiszu w Somalii. Dzieciństwo spędził w dystrykcie Wardhiigleey podczas wojny domowej z 1991 roku. Jego ciocia, Magool, była jedną z najsłynniejszych piosenkarek somalijskich. Jego dziadek, Haji Mohamed był poetą.
Ojciec K’naana, Abdi, wyjechał do Stanów Zjednoczonych, aby pracować jako kierowca taksówki. Oprócz pieniędzy przesyłał młodemu K’naanowi płyty takich artystów jak Nas i Rakim. Zainspirowały one go do nauki dykcji hip hopowej i rapowania.
Podczas gdy sytuacja w Somalii pogarszała się, matka piosenkarza złożyła petycję do ambasady amerykańskiej o wizę. W ostatnim dniu istnienia tej placówki, otrzymali wizę i polecieli do Stanów Zjednoczonych. Dołączyli do rodziny w nowojorskim Harlemie, lecz szybko przenieśli się do dzielnicy Rexdale w kanadyjskim Toronto. K’naan poszedł tam do szkoły i oprócz nauki języka angielskiego, zaczął uczyć się rapowania. Rzucił szkołę i przez jakiś czas podróżował występując w przedstawieniach typu open mike, po czym wrócił do Toronto.

### Kariera

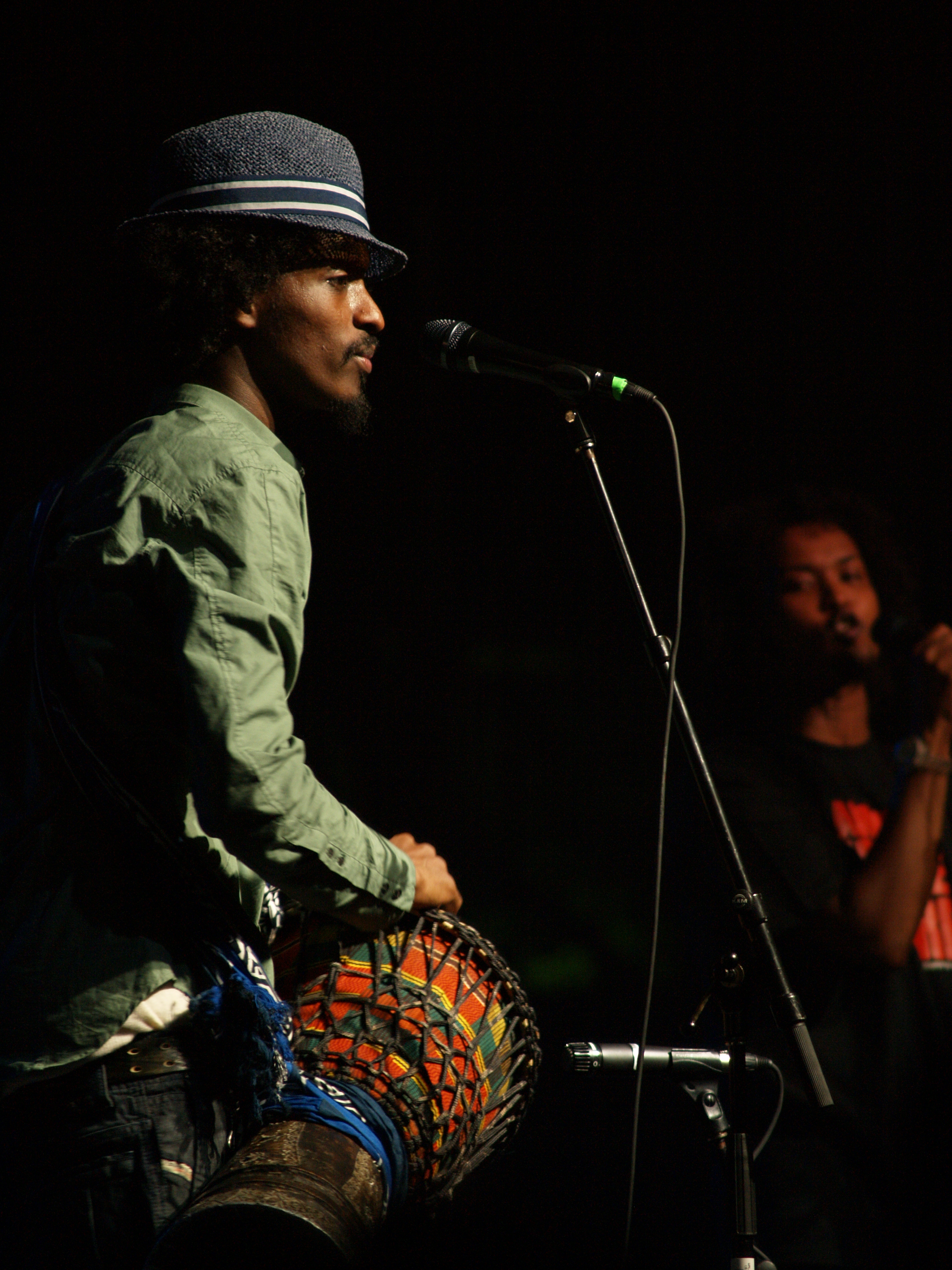
K’naan na żywo w Ottawie, 2007

W 1999 roku K’naan wystąpił przed Wysokim Komisarzem Narodów Zjednoczonych do spraw Uchodźców, gdzie przedstawił swoje poglądy na temat pomocy humanitarnej dla Somalii. Jego wystąpienie wywarło duże wrażenie na Youssou N’Dourze, senegalskim piosenkarzu, który poprosił K’naana o współpracę. Piosenkarz pomógł mu nagrać płytę Building Bridges i razem wyruszyli w trasę światową.
Po powrocie K’naan trafił na Festival International de Jazz de Montréal, gdzie nawiązał współpracę z kanadyjskim producentem, Jarvisem Churchem. Dzięki temu w 2005 roku powstała pierwsza płyta K’naana, zatytułowana The Dusty Foot Philosopher, która wygrała nagrodę Juno Award w kategorii rapu. W 2007 ukazała się koncertowa płyta The Dusty Foot on the Road.
K’naan współpracował z takimi artystami jak: Nelly Furtado, Mos Def, The Roots, Dead Prez, Adam Levine z Maroon 5 i Pharoahe Monch. Wziął także udział w koncercie Live 8.
24 lutego 2009 roku został wydany jego czwarty album Troubadour, z którego pochodzi singel „Wavin’ Flag”. W 2010 roku utwór został zremiksowany na potrzeby reklamy Coca-Coli oraz Mundialu 2010. Istnieje również wersja wykonywana wspólnie z will.i.am’em, Davidem Guettą, Nancy Ajram oraz z Davidem Bisbalem.

## Dyskografia
| - My Life Is a Movie (2004) - The Dusty Foot Philosopher (2005) - Troubadour (2009) - Country, God or the Girl (2012) | - More Beautiful Than Silence (2012) - The Dusty Foot on the Road (2007) |